# Kompromis z Janiny
Kompromis z Janiny (zwany też mechanizmem z Janiny) – porozumienie zawarte w 1994 roku w greckim mieście Janina przez państwa członkowskie Unii Europejskiej, dotyczące sposobu głosowania w Radzie Unii Europejskiej po rozszerzeniu Unii w 1995 roku.
Kompromis (ogłoszony oficjalnie jako decyzja Rady z 29 marca 1994 r.) stanowił, że w wypadku gdy uchwała Rady przegłosowana większością kwalifikowaną spotka się z opozycją dysponującą od 23 do 26 głosów ważonych (opozycja dysponująca liczbą co najmniej 27 głosów miała możliwość zablokowania decyzji Rady), Rada powinna uczynić wszystko, by uchwale zapewnić poparcie przynajmniej 68 głosów (zamiast wymaganych przez TWE 62 głosów).
Nieprzystąpienie Norwegii do UE spowodowało konieczność wniesienia poprawek do kompromisu. Został on znowelizowany decyzją Rady z 1 stycznia 1995 r. i w takiej wersji ostatecznie wszedł w życie. Do zastosowania postanowień kompromisu konieczna opozycja dysponująca 23 – 25 głosami. W takim wypadku powinna zostać osiągnięta większość 65 głosów.
Kompromis z Janiny został włączony do Traktatu amsterdamskiego w deklaracji nr 50. Obowiązywał do poszerzenia UE 1 maja 2004 roku.
Kwestia ta została ponownie poruszona w czasie negocjacji nad Traktatem Reformującym w dniach 21–27 czerwca 2007 roku. Nowa wersja kompromisu obowiązuje od 2014 roku i podobnie jak pierwszy kompromis z Janiny pozwala mniejszości krajów UE na podwyższenie wymogów dotyczących większości potrzebnej w procesie decyzyjnym do wydania aktu prawnego przez Radę. Jeśli grupie członków Rady nie wystarczy głosów do zablokowania określonej uchwały, mogą mimo to odwlekać podjęcie decyzji w tej sprawie. Warunkiem jest odpowiednia wielkość tej grupy (do 2017: kraje reprezentujące co najmniej 75% ludności lub 75% liczby państw niezbędnych do utworzenia mniejszości blokującej; od 2017: 55% ludności lub 55% liczby państw niezbędnych do utworzenia mniejszości blokującej). Projekt traktatu mówi o możliwości odwlekania podjęcia decyzji przez „rozsądny czas”.
W myśl tych ustaleń do 31 października 2014 roku w Radzie UE obowiązywał dotychczasowy system głosowania, przyjęty w tzw. Traktacie Nicejskim. Po tej dacie wprowadzony został nowy system głosowania podwójną większością (55% państw reprezentujących co najmniej 65% ludności Unii). Jednak do 31 marca 2017 roku każde państwo mogło zażądać powtórzenia danego głosowania zgodnie z nicejskim systemem głosów ważonych.